# 深圳地铁2号线

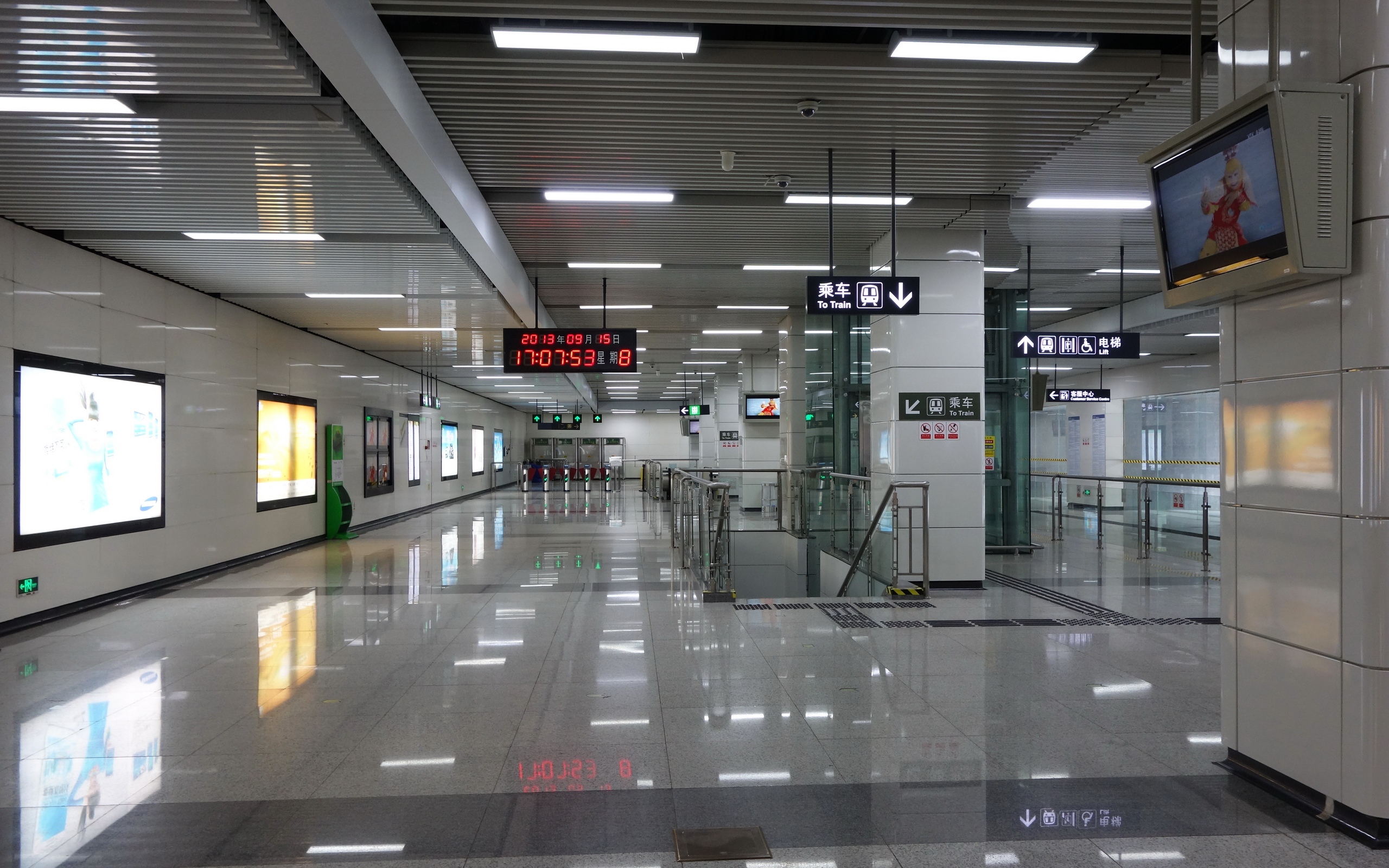
红树湾半地下车站的地上站厅

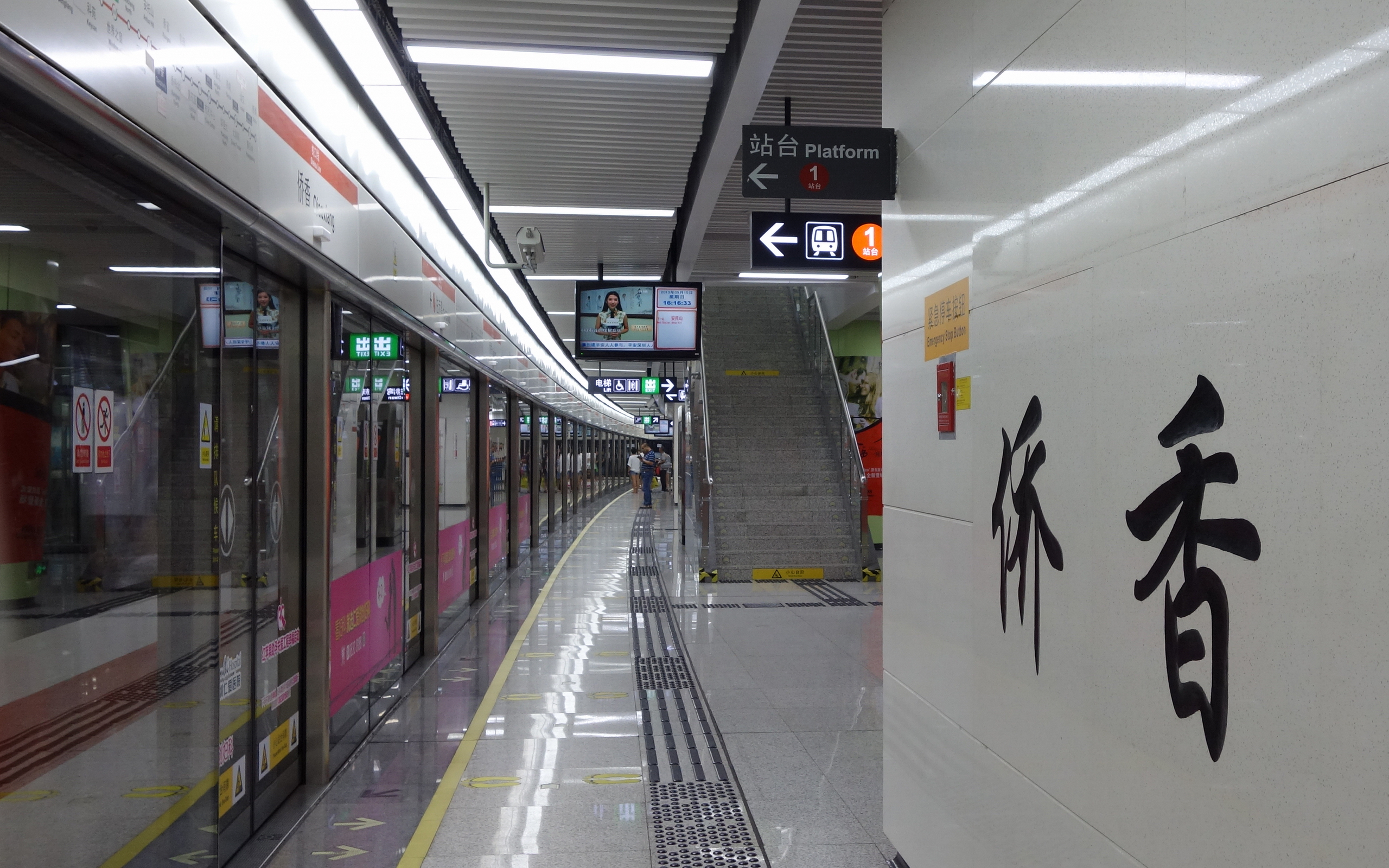
侨香站帶有弧度的站台

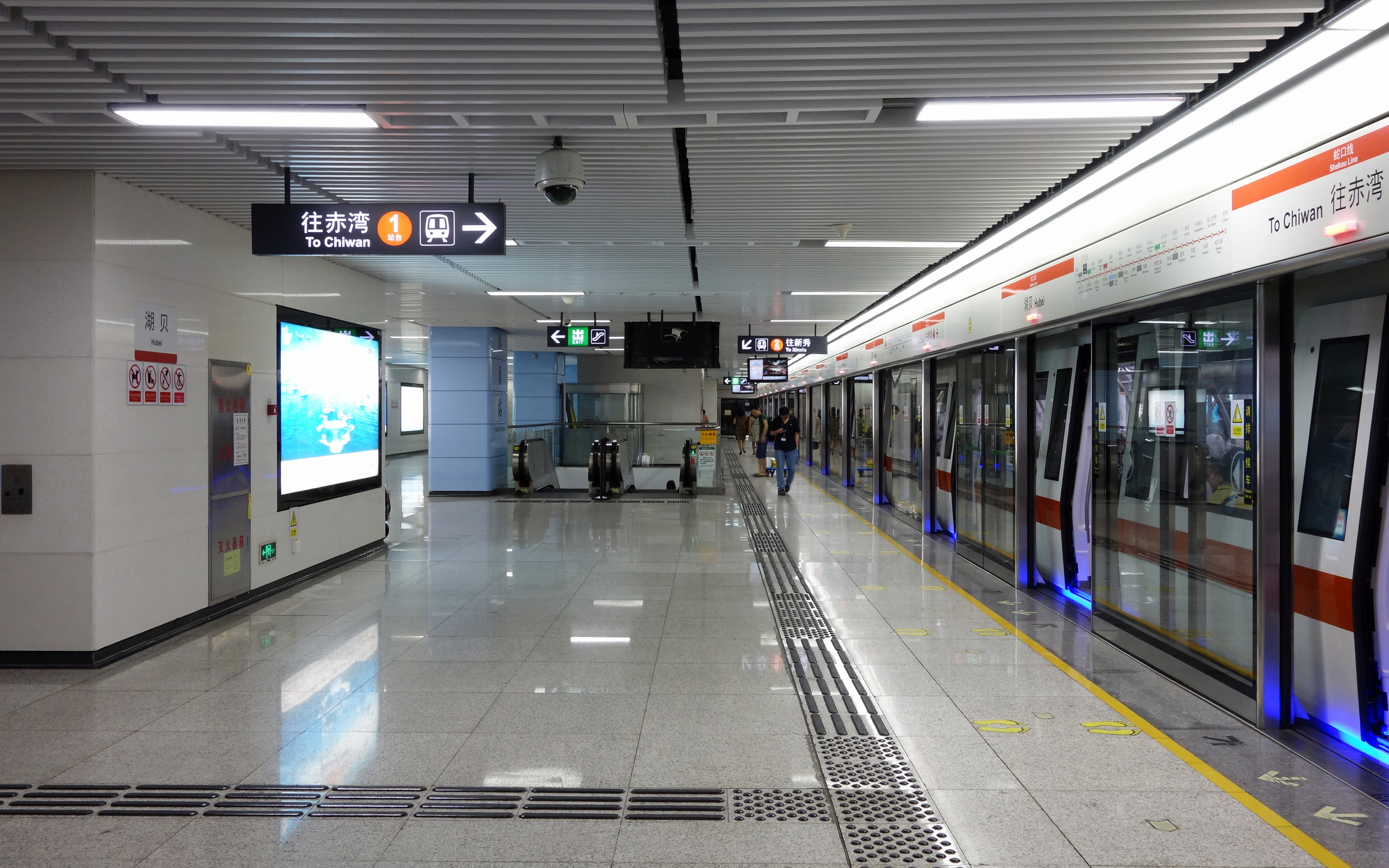
湖贝站侧式叠式月台及列车

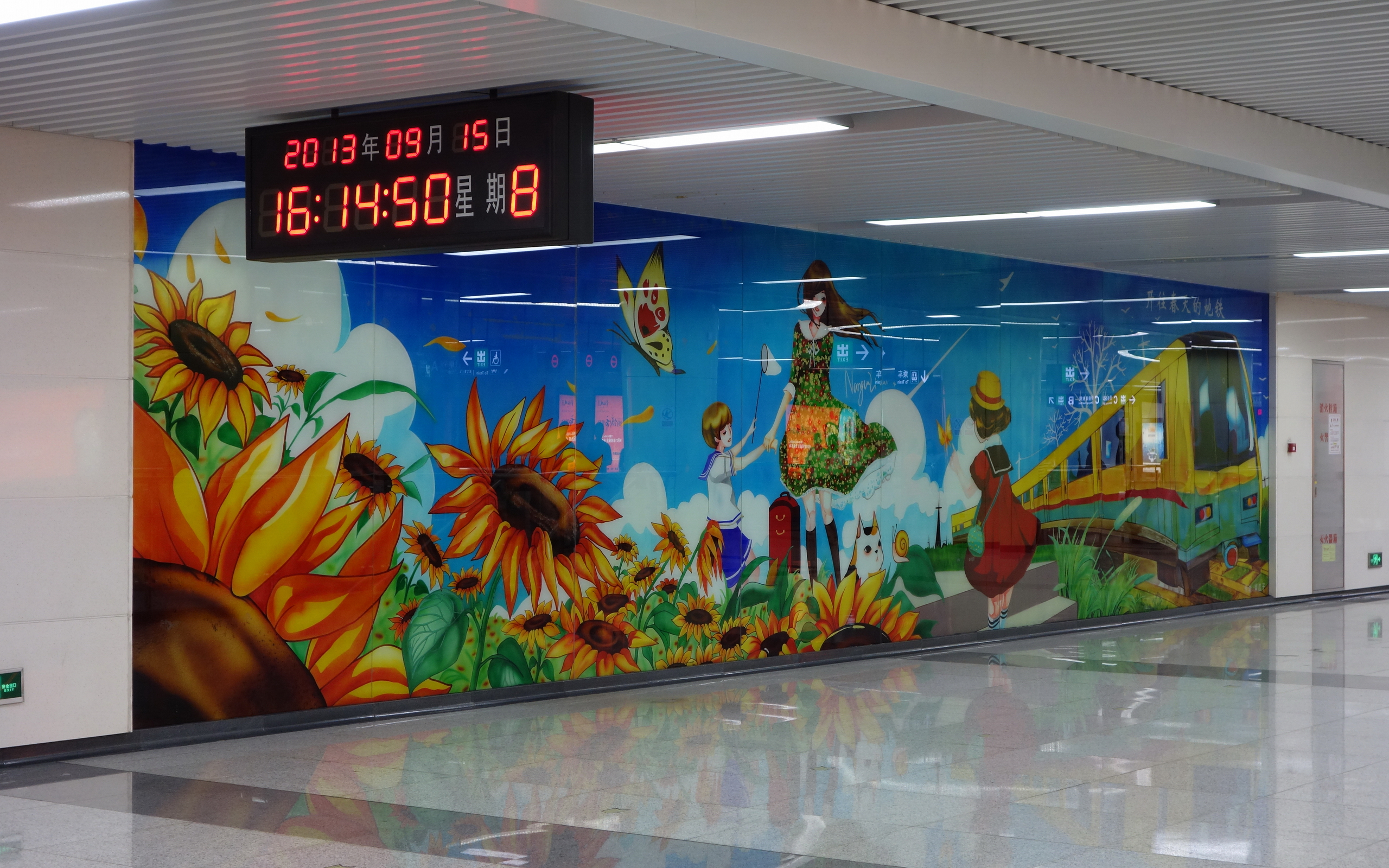
侨香站的站厅装饰

深圳地铁2号线，曾称蛇口线，是中國廣東省深圳市的一條地鐵路線，屬於城市軌道交通系統，由赤灣至莲塘，全长39.78公里，共设32个车站。并在莲塘与深圳地铁8号线直通运营。

## 概要
2號線大致呈東西走向，以赤湾站为起点，穿独立山，沿太子路、南水路南水步行街、东港路东行。在蛇口半岛东侧沿后海滨路折向北，穿越东滨路、滨海大道和后海滨路立交后折向东，沿高新南十道向东，穿过沙河高尔夫球场，经填海区西北角和世界之窗景区，至深南大道与1號線交汇。随后穿過益田假日廣場，向東經歡樂谷北部下穿僑城北路與廣深高速公路後，經安托山片區轉向僑香路；並沿僑香路經景田片區轉向蓮花路，沿蓮花路向南拐至新洲路，再由新洲路向東轉向深南大道，然後沿深南大道往北拐至華強北片區振華路，沿振華路往東穿越荔枝公園，最後向東沿深南東路至新秀站，随后线路折向北，至东部过境高速交汇处折向西，沿国威路至莲塘站后连接8号线。
由于2号线和8号线为贯通运行，乘客可以无需在2号线东端终点站莲塘站下车即可换乘8号线。但根据车站的导向标识，从赤湾站开往小梅沙站的列车称为8号线，而从小梅沙站开往赤湾站的列车则称为2号线。
2号线赤湾至世界之窗於2010年12月28日开通，而世界之窗至新秀于2011年6月28日开通，新秀至莲塘于2020年10月28日开通。
2號線在路線圖中通常以橙色代表。此外，该线的线路名初期为「蛇口线」，現時已改回数字名称。

## 历史

### 一期工程
一期工程由赤湾站至世界之窗站，全长15.514公里，均为地下线。共设车站12座。
一期工程于2007年7月获得国家发改委批准。原方案不设赤湾站（原名蛇口西站），而以蛇口港站（原名蛇口客运港站）为起点，至世界之窗，全长13.4公里，设站11座，全部为地下线。采用A型车、6辆编组，设蛇口西车辆段1处，远期增设停车场1个（后海停车场，深圳灣口岸港方口岸區以西，科苑大道東側）。控制中心设在一期工程中预留的竹子林控制中心内。一期工程在世界之窗与地铁1号线呈“十”字形换乘，在蛇口客运港站或蛇口西站与地铁5号线預留通道换乘條件。当时计划于2010年10月1日建成通车。
但由于在蛇口港站連接蛇口西车辆段接轨方式比较困难，因此一期工程在实际修建时中提前建设赤湾站为终点站，并从赤湾站与蛇口西车辆段接轨。车站数因此增至12座，线路长度也有所增加。一期工程于2010年12月28日开通试运营。试运营期间运行时间为7:30-19:30，运行间隔9分钟。

### 二期工程
二期工程（又称東延段）由世界之窗至新秀，线路总长约20.65公里，设17座车站。东延线工程是深圳城市轨道路网体系中重要的一条线路，建成后将会缓解深圳市中心区东西方向客流压力，促进深圳轨道交通网络的形成。同时，东延线是深圳地铁二期工程中地质最复杂、动工开工最晚、最难建设的一条线路，开通日期曾数次推迟。
在早期规划中，二期工程在市民中心以西的线路与现状基本相同。线路在过市民中心站后，向正东方向延伸，设彩田站（现岗厦北站）、田面站，最终以华强路站为终点，与1号綫换乘。二期路段的規劃於2007年進行了重大調整，走線大略在1號線北面並與之平行，不再以华强路站为终点，线路长度也大幅增加。
東延段於2007年12月19日開工建設。2011年4月30日，东延段顺利通过机车热滑。2011年6月28日，东延段正式投入运营。

### 线路名更改
2013年1月，网络上曝出深圳地铁集团内部文件，指地铁三期工程会把线路名称全部更改回数字，更指多数市民赞成采用更便于记忆的数字命名方式，不赞成采用中文命名。1月5日，深圳市轨道交通建设指挥部第十八次工作会议研究承认了这个消息。不过实际上也有不少市民表示不满，指政府“朝令夕改”。若将文字线路名称更改回数字，可能与月台编号混淆。2013年10月，深圳地铁正式开始路线更名工作，本线线路名改回数字名称，但原有线路文字名称繼續保留，以括号标注其后。目前原有文字线路名的标识随着标识更新而逐步消失。

### 三期工程
2号线三期工程起于新秀站，莲塘口岸站、仙湖路站、莲塘站共三站，全程约3.9公里。
2号线三期及8号线一期主体工程、前期工程在2015年11月底开始施工，施工方为中国交建。8号线一及二期开通后与2号线贯通运营，属2号线的一部分。
2019年7月24日下午，深圳地铁8号线二期在小梅沙举行开工仪式，施工方同样为为中国交建，这标志着2号线实际上最后一个延伸段进入实质施工阶段。
2019年8月9日，深外高中站至盐田路站左线隧道贯通，标志着8号线一期的隧道全部贯通。
2020年1月18日，深圳地铁2号线三期（新秀——梧桐山南）完成接触网带电热滑试验。
2020年4月20日，深圳地铁8号线一期工程全线短轨铺设完成。
2020年9月28日，2号线东延线通过竣工验收。
2020年10月28日，深圳地铁2号线东延线与8号线一期开通运营。

## 車站及接駁路綫
2號線目前共開通有32個車站，全部車站均設在地底，有13座为换乘车站。莲塘站为是2号线与8号线的“分界”站。
2號線车站以白色为主调，令车站显得简洁大方。除福田站、市民中心站外，每个车站站厅设有大型玻璃壁画，为二期中特有，并在此后的深圳地铁新开路线里得以推广。同时全线车站的灯饰均采用LED节能灯，为二期中唯一全线车站采用LED节能灯的线路，其中LED节能灯照明設定為有列車靠站期間調亮。
| 站名 | 英文名稱  | 里程（公里） | 里程（公里） | 所在地 | 啟用時間       | 換乘路綫                                        | 月台形式         |
| 站名 | 英文名稱  | 站间         | 累计         | 所在地 | 啟用時間       | 換乘路綫                                        | 月台形式         |
| 2號綫 | 2號綫     | 2號綫        | 2號綫        | 2號綫  | 2號綫          | 2號綫                                           | 2號綫            |
| --- | --------- | ------------ | ------------ | ------ | -------------- | ----------------------------------------------- | ---------------- |
| 赤湾 |           | 0            | 0            | 南山区 | 2010年12月28日 | █5号线                                          | 地下岛式站台     |
| 蛇口港 |           | 1.85         | 1.85         | 南山区 | 2010年12月28日 |                                                 | 地下岛式站台     |
| 海上世界 | Sea World | 1.08         | 2.93         | 南山区 | 2010年12月28日 | █12号线                                         | 地下岛式站台     |
| 水湾 |           | 0.63         | 3.56         | 南山区 | 2010年12月28日 |                                                 | 地下岛式站台     |
| 东角头 |           | 1.22         | 4.78         | 南山区 | 2010年12月28日 | █13号线                                         | 地下岛式站台     |
| 湾厦 |           | 1.54         | 6.32         | 南山区 | 2010年12月28日 |                                                 | 地下雙島式站台   |
| 海月 |           | 0.80         | 7.12         | 南山区 | 2010年12月28日 |                                                 | 地下岛式站台     |
| 登良 |           | 0.98         | 8.10         | 南山区 | 2010年12月28日 |                                                 | 地下岛式站台     |
| 后海 |           | 0.96         | 9.06         | 南山区 | 2010年12月28日 | █11号线 █13号线                                 | 地下岛式站台     |
| 科苑 |           | 1.42         | 10.48        | 南山区 | 2010年12月28日 | █13号线                                         | 地下岛式站台     |
| 红树湾 |           | 2.34         | 12.82        | 南山区 | 2010年12月28日 | （經红树湾南站換乘█9号线、█11号线）             | 地下岛式站台     |
| 世界之窗 |           | 1.68         | 14.50        | 南山区 | 2010年12月28日 | █1号线                                          | 地下側式站台     |
| 侨城北 |           | 2.0          | 16.50        | 南山区 | 2011年6月28日  |                                                 | 地下岛式站台     |
| 深康 |           | 1.17         | 17.67        | 福田区 | 2011年6月28日  |                                                 | 地下岛式站台     |
| 安托山 |           | 0.83         | 19.50        | 福田区 | 2011年6月28日  | █7号线                                          | 地下岛式站台     |
| 侨香 |           | 0.86         | 20.36        | 福田区 | 2011年6月28日  |                                                 | 地下岛式站台     |
| 香蜜 |           | 1.06         | 21.42        | 福田区 | 2011年6月28日  |                                                 | 地下岛式站台     |
| 香梅北 |           | 0.94         | 22.36        | 福田区 | 2011年6月28日  | █22号线                                         | 地下岛式站台     |
| 景田 |           | 1.21         | 23.57        | 福田区 | 2011年6月28日  | █9号线                                          | 地下側式站台     |
| 莲花西 |           | 1.58         | 25.15        | 福田区 | 2011年6月28日  |                                                 | 地下岛式站台     |
| 福田 |           | 1.08         | 26.23        | 福田区 | 2011年6月28日  | █3号线 █11号线 福田站                           | 地下岛式站台     |
| 市民中心 |           | 0.84         | 27.07        | 福田区 | 2011年6月28日  | █4号线                                          | 地下岛式站台     |
| 岗厦北 |           | 0.77         | 27.84        | 福田区 | 2011年6月28日  | █10号线 █11号线 █14号线                         | 地下岛式站台     |
| 华强北 |           | 1.83         | 29.67        | 福田区 | 2011年6月28日  | █7号线（經華強路站換乘█1号线）                  | 地下岛式站台     |
| 燕南 |           | 0.76         | 30.43        | 福田区 | 2011年6月28日  |                                                 | 地下岛式站台     |
| 大剧院 |           | 1.72         | 32.15        | 罗湖区 | 2011年6月28日  | █1号线 █5号线 （经红岭南站可换乘█9号线█11号线） | 地下岛式站台     |
| 湖贝 |           | 1.82         | 33.97        | 罗湖区 | 2011年6月28日  | █5号线 （东门路站）                             | 地下叠式侧式站台 |
| 黄贝岭 |           | 1.14         | 35.11        | 罗湖区 | 2011年6月28日  | █5号线                                          | 地下雙岛式站台   |
| 新秀 |           | 1.33         | 36.44        | 罗湖区 | 2011年6月28日  |                                                 | 地下岛式站台     |
| 蓮塘口岸 |           | 1.02         | 37.46        | 罗湖区 | 2020年10月28日 |                                                 | 地下岛式站台     |
| 仙湖路 |           | 2.00         | 39.46        | 罗湖区 | 2020年10月28日 |                                                 | 地下岛式站台     |
| 蓮塘 |           | 0.83         | 40.29        | 罗湖区 | 2020年10月28日 | █8号线（）                                      | 地下岛式站台     |
| ↓与8号线至小梅沙 |           |              |              |        |                |                                                 |                  |
| 注释 |           |              |              |        |                |                                                 |                  |
| - 1↑ 斜体标示的车站，尚未启用。 - 2↑ 斜体标示的换乘或转乘，尚未启用。 - 3↑ 深圳地铁2号线三期工程。 - 4↑ 深圳地铁官方英文名称。 |           |              |              |        |                |                                                 |                  |
| 论 编 |           |              |              |        |                |                                                 |                  |

### 線網轉乘站
已投入使用
- 赤湾站：轉乘5号线。2號線建設時僅作出大廳短通道換乘的考慮，為大廳短通道轉乘，並設有2、5號線的聯絡線和一條前往蛇口西車輛段的交叉渡線。
- 海上世界站：轉乘12号线。建設時未作出預留，為通道轉乘。
- 后海站：轉乘11号线和13号线。建設時未作出預留，需經由長300多米的換乘通道換乘，為大廳長通道轉乘。13號線月台將設於11號線東側，屆時13號線大廳將與11號線大廳透過長500多米的換乘通道連接；另外，因本站只方便2號線和11號線（300多米）、11號線與13號線（500多米）之間的轉乘，2號線車站與13號線車站相距太遠（有近800多米），因此2號線與13號線的轉乘改以科苑站為主。
- 科苑站：轉乘13号线。建設時未作出預留， 但13號線站台建設時也設置了與2號線站台的連接樓梯，從而實現”L”型的站台節點換乘。
- 世界之窗站：轉乘1號線。建設時已作出預留，為十字節點轉乘；同時也是一期路網中唯一有換乘設計的車站，並設有1、2號線的聯絡線。
- 安托山站：轉乘7号线。建設時已作出預留，為十字節點轉乘，並設有2、7號線的聯絡線。
- 景田站：轉乘9号线。建設時已作出預留，為十字節點轉乘。
- 福田站：轉乘3号线和11号线。三線同步建設，2號線與11號線因位處同層且平行，沒有設跨月台轉乘，可繞經大廳或經由3號線月台轉乘；而3號線與上述兩線皆為月台節點換乘。
- 市民中心站：轉乘4号线。4號線建設時未作出預留，為大廳通道轉乘。
- 岗厦北站：轉乘10号线、11号线和14号线。2號線建設時未作出預留，與其餘三線皆透過地下一樓新建的換乘大廳進行轉乘；10號線將透過月台節點換乘11號線和14號線（反之亦然），11號線和14號線同步建設，為平行同台換乘。
- 华强北站：轉乘7号线。建設時僅作出大廳通道換乘的考慮，為大廳通道轉乘。
- 大劇院站：轉乘1号线。1號線建設時未作出預留，為大廳通道轉乘。
- 黄贝岭站：轉乘5号线。兩線同步建設，為同台轉乘，並設有2、5號線的聯絡線。
- 莲塘站：轉乘8號線。不過因為8號線與2號線貫通運營，因此乘客無需下車即可轉乘。不過作為兩線“分界站”，經此站前往赤灣站方向的列車被稱為2號線；此站前往小梅沙站方向的列車被稱為8號線。列車啓動後，車內LCD屏幕會自動切換線路數字。

即將成為轉乘站的車站
- 东角头站：轉乘13号线。建設時未作出預留，預計需經站廳通道換乘。
- 香梅北站：轉乘22号线。建設時未作出預留，轉乘方式未知。

需擴建的轉乘車站
- 大劇院站：轉乘5號線西延段。1號線和2號線建設時均未作出預留，預計5號線月台將設於1號線和2號線中間，屆時將會打通各部分的車站大廳，預計為大廳轉乘。
- 世界之窗站：轉乘20号线。1號線和2號線建設時未作出預留，轉乘方式未知。

## 行车间隔
工作日早高峰时段间隔3-6分钟，晚高峰间隔3.25分钟，周末高峰时段间隔4分30秒，平峰時段间隔7分钟，周末新秀站往赤湾的尾班车将延长至23:08开出。2018年10月30日起，在早高峰时间设有湾厦站至新秀站区间列车服务，以大小交路形式运作，即一班大交路列车后是一班小交路列车，在湾厦站至新秀站间隔为3分钟，而赤湾站至湾厦站间隔则为6分钟。
2024年1月28日起，在休息日将会设有晨曦特快列车服务，在05:30从湾厦站开往大梅沙站，仅停靠湾厦、后海、世界之窗、景田、福田、岗厦北、大剧院、黄贝岭、莲塘、海山及大梅沙11站，全程运行时间约60分钟。

## 使用车辆

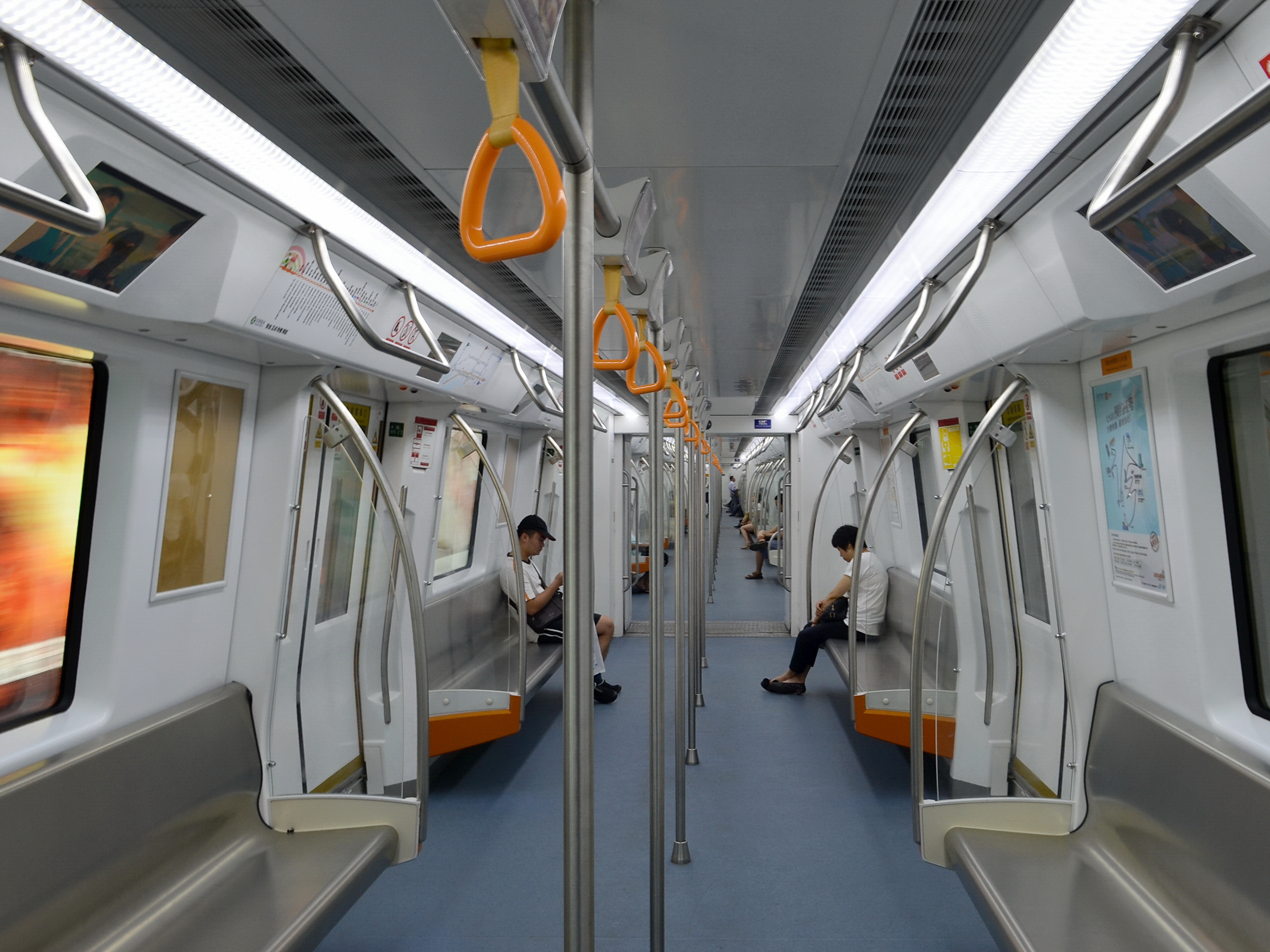
车厢内部

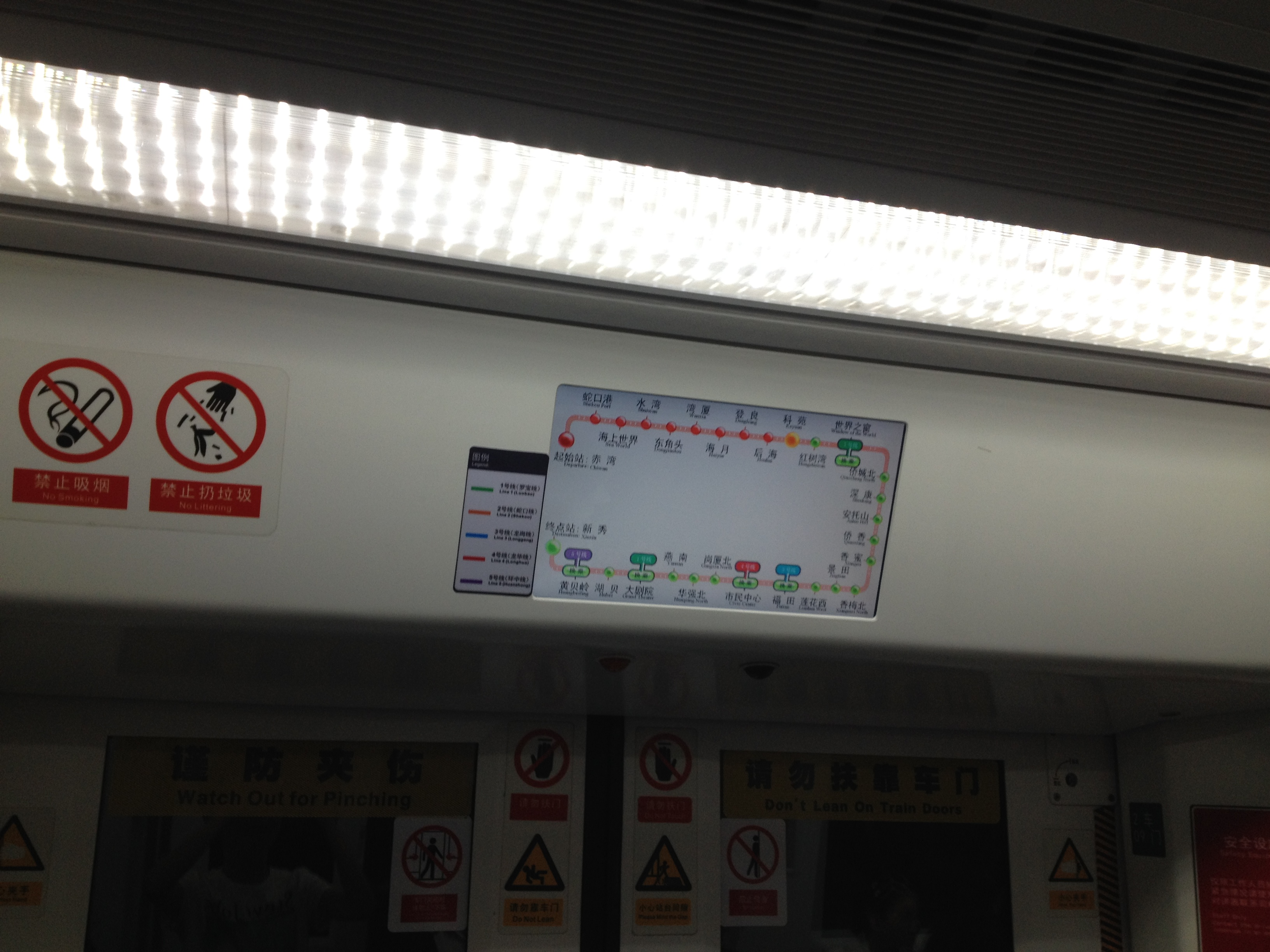
车厢内车门上方显示屏

2010年4月9日，2号线首列列车已在长春轨道客车股份有限公司下线，並於2010年5月16日抵達蛇口车辆段。首期工程到貨10列，2010年年底前共到达24列车。列车与1号线的4列增购车大致相同，只是列车的内部装饰有所不同（如列车灯饰采用LED节能灯），列车启动音与上海轨道交通7号线、9号线相同。每列为6节车厢，一共购置有35列，(编号为 02A3506長 201-235)。
2012年，为了应付深圳地铁二号线二期工程建成开通后客流的需要，深圳地铁集团向北车长春轨道客车股份有限公司订购了17列车（编号为 02A1606長 236-251）供二号线使用。
2019年，为了应付深圳地铁二号线東延工程建成开通后客流的增长，深圳地铁集团向中车株洲电力机车订购6列2號線地铁列车（编号为 02A0606株 252-257，每列6节，共186节），首列列車已於2019年4月1日交付。
由於该线列车信号系统与5号綫列车信号系统相同，因此该线列车可以在5號線上行驶。2012年7月30日起，2號線的212车及213车临时调至5号綫运营，以缓解5号綫的压力，来达到加密班次间隔的目的。2016年初5号线新一批增购车陆续到达上线后，212车213车调回至2号线。現時2号綫的237车、238车、253车、256车及257车已调至5号线長期运营。